# Панамская плита
Панамская плита — тектоническая микроплита. Имеет площадь — 0,00674 стерадиан. Обычно рассматривается в составе Карибской плиты.
Расположена на территории Панамы и Коста-Рики.
Имеет конвергентную границу с Карибской плитой, трансформную границу с плитой Наска и Северо-Андской плитой, зону субдукции с плитой Кокос.